# Macachín
Macachín est une ville de l'extrême est de la province de La Pampa, en Argentine, et le chef-lieu du département d'Atreucó.

## Toponymie
Son nom, mapuche, est celui d'une plante portant des feuilles semblables au trèfle et possédant un tubercule comestible.

## Population
La localité comptait 4 554 habitants en 2001, c'est-à-dire une hausse de 17,6 % par rapport à 1991.